# ديريك بوند
ديريك بوند (بالإنجليزية: Derek Bond)‏ هو ممثل بريطاني (وحمل سابقاً جنسية المملكة المتحدة لبريطانيا العظمى وأيرلندا)، ولد في 26 يناير 1920 في المملكة المتحدة، وتوفي في 15 أكتوبر 2006 بلندن في المملكة المتحدة. من الجوائز التي نالها الصليب العسكري.

## جوائز
- الصليب العسكري

## وصلات خارجية
- ديريك بوند على موقع IMDb (الإنجليزية)
- ديريك بوند على موقع إن إن دي بي (الإنجليزية)
- ديريك بوند على موقع قاعدة بيانات الفيلم (الإنجليزية)